# 解禁テレビ
『解禁テレビ』（かいきんテレビ）は、1995年4月21日から同年9月8日まで日本テレビ系列局で放送されていた日本テレビ製作の情報番組である。なお、その後も1995年10月17日から1996年3月12日まで『噂の!解禁スタジオ』（うわさの かいきんスタジオ）に改題して放送されていた。
番組は、人間の好奇心をそそる場所などを小型カメラで隠し撮りして伝えていた。司会は福留功男と中山秀征が務めており、彼らは本番組と入れ替わりに不定期放送を開始した『信ジラレナイ99連発』にも出演していた。

## 出演者

### 司会
- 福留功男
- 中山秀征

### アシスタント
- 武内由紀子（大阪パフォーマンスドール、当時）

## 放送時間
いずれも日本標準時。
- 金曜 19:00 - 19:30 （解禁テレビ） - 9月8日放送分は19:00 - 20:00の1時間スペシャルで放送。
- 火曜 19:00 - 20:00 （噂の!解禁スタジオ） - 移動・改題とともに放送枠が60分に拡大。

## スタッフ
解禁テレビ（最終回時点）
- 構成：川上伸ー
- 美術：高野豊
- デザイン：高野雅裕
- TD：細川登喜二
- SW：高梨正利
- カメラ：山田祐一
- 音声：鈴木佳一
- 調整：高橋一徳
- TK：柏木梨佐
- 音効：山崎尚志
- MA：青木伸次
- 編集：麻布プラザ、パールスタジオ
- ロケ技術：サニーサイド、不二技術研究所、ブルーミント
- 中継技術：日本テレビビデオ
- 広報：河村良子
- ディレクター：鎌倉由和、伏田美起男、近藤英之、碓田千加志、高井健司、栗原甚
- 演出：山根真吾、大内淳嗣
- 総合演出：武井泉
- 制作協力：東阪企画、フルハウス
- プロデューサー：千野克彦
- チーフプロデューサー：室川治久
- 製作著作：日本テレビ

噂の!解禁スタジオ
- 構成：川上伸ー、後藤直、橋本敦司
- 美術：高野豊
- デザイン：石附千秋
- TD：細川登喜二
- SW：高梨正利
- カメラ：山田祐一
- 照明：山本智浩
- 音声：鈴木佳一
- 調整：高橋一徳
- 編成：林隆一郎
- 広報：松村紀子
- 音効：山崎尚志
- MA：青木伸次
- TK：柏木梨佐
- スタジオD：佐藤一
- ディレクター：鈴木明彦、石川明敏、鎌倉由和、相葉圭樹、井上啓子、池田佳広、松原秀也、毛利忍
- 総合演出：武井泉、山根真吾
- 制作協力：東阪企画、CR-NEXUS、トップシーン、D組-PROJECT
- プロデューサー：尼崎昇、中川幸美、飯野一夫
- チーフプロデューサー：室川治久
- 製作著作：日本テレビ

## 参考資料
- 読売新聞縮刷版[どれ?]

| 日本テレビ系列 金曜19:00枠                                         | 日本テレビ系列 金曜19:00枠                           | 日本テレビ系列 金曜19:00枠                                                                  |
| 前番組                                                             | 番組名                                               | 次番組                                                                                      |
| ------------------------------------------------------------------ | ---------------------------------------------------- | ------------------------------------------------------------------------------------------- |
| 超IQ!ひらめきパパ 快快!ギモンの国 （1995年1月13日 - 1995年3月3日） | 解禁テレビ （1995年4月21日 - 1995年9月8日）          | 発明将軍ダウンタウン （1995年10月20日 - 1996年9月27日） ※19:00 - 20:00 【30分拡大して継続】 |
| 日本テレビ系列 火曜19:00枠                                         |                                                      |                                                                                             |
| 火曜デラックス'95 （1995年4月11日 - 1995年9月5日） ※19:00 - 20:54  | 噂の!解禁スタジオ （1995年10月17日 - 1996年3月12日） | 火曜デラックス'96 （1996年4月9日 - 1996年9月17日） ※19:00 - 20:54                           |